# Franco Adami

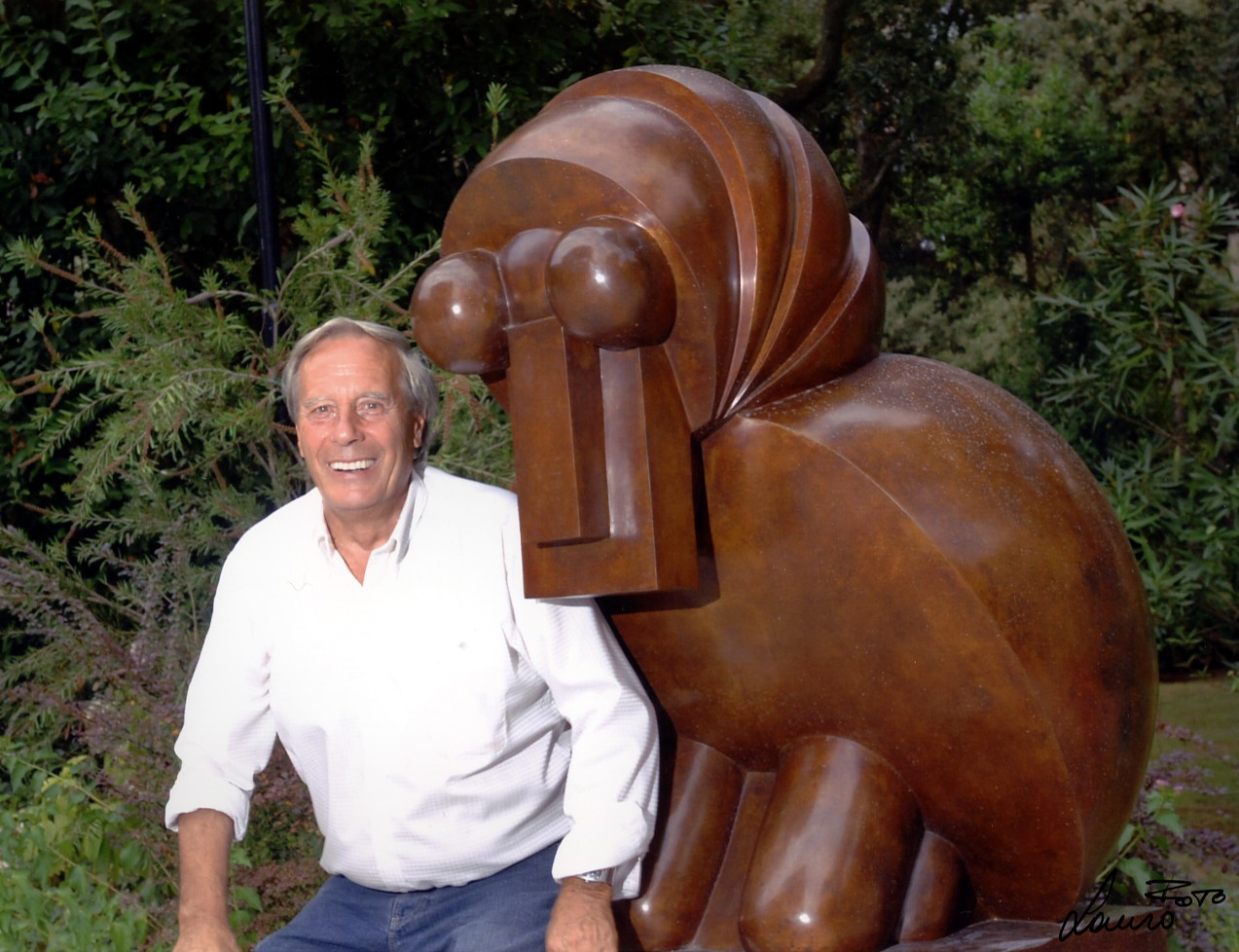
Franco Adami bij zijn sculptuur La Mosca

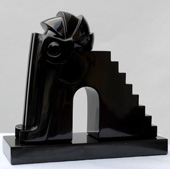
Sculptuur Le cheval de Troie.

Franco Adami (Pisa, 1933 – Parijs, 20 april 2022) was een Italiaans beeldhouwer.

## Biografie
Franco Adami studeerde aan het Instituut Leonardo da Vinci in Pisa, waarna hij achtereenvolgens ging studeren aan de Sculoa d'Arte in Cascina, waar hij de Prix de sculpture de Cascina won, en de l'Academi de bell'arte in Florence. In 1959 vertrok hij naar Parijs waar hij bevriend raakte met René Collamarini, professor aan de École nationale supérieure des beaux-arts aldaar, en met Ossip Zadkine. Om te kunnen voorzien in zijn levensonderhoud restaureerde hij meubels. In 1976 heeft hij eerste expositie tijdens de Salon des Realities Nouvelles. De exposities volgen elkaar dan snel op. Zijn eerste solo-expositie vond plaats in 1977 in zijn geboorteplaats Pisa in het Centroartemoderna. Hij exposeerde onder andere ook tijdens de Biënnale te Brest in 1978 en 1980, in Chambéry, Cambrai en in 1979 in Galerie Mitkal in Abidjan. In 1981 had hij een solo-expositie in Straatsburg en tijdens de Premio Fernand Dupré de sculpture waar hij ook een prijs in de wacht sleepte.
In 1987 exposeerde hij in Galerie K in Parijs waar hij de Prix de sculpture de la Fondation de France in ontvangst nam. In 1991 exposeerde hij voor het eerst in de Verenigde Staten en reisde hij vervolgens tussen Istanboel, Seoel en veel in Europa. 
In de jaren 70 werkte hij nog voornamelijk met hout omdat dit het goedkoopst en meest voorhanden was. Zijn huidige werk vindt zijn inspiratie in de oude beschavingen zoals de Azteekse, Etruskische, Romeinse en Afrikaanse. Ze zijn gemaakt van materialen die goed bestand zijn tegen weersinvloeden zoals wit of zwart Carrara-marmer en brons. De vormen zijn vaak symmetrisch en majestueus.
Adami overleed in Parijs op 89-jarige leeftijd.

## Werk in de openbare ruimte
- Beeld voor de residentie van de President van Ivoorkust in Abidjan
- Fontein in Pya (Togo)
- Vrede op aarde in Lomé (Togo)
- Il Giudizio del Minotauro (Het oordeel van de minotaurus), 2006, rotonde op de Via Aurelia in Pietrasanta

- Bibliothèque nationale de France: cb131820404 (data)
- Gemeinsame Normdatei: 12123990X
- International Standard Name Identifier: 0000 0000 8336 8513
- Library of Congress Control Number: n96018573
- Nationale Bibliotheek van Tsjechië: xx0306797
- Nationale Bibliotheek van Israël: 987007406739405171
- Nederlandse Thesaurus van Auteursnamen: 270337237
- Istituto Centrale per il Catalogo Unico: BVEV058732
- Système universitaire de documentation: 059089563
- Union List of Artist Names: 500090094
- Virtual International Authority File: 120077286
- WorldCat: E39PBJhxtbfkwhqqYYvWJyGvHC